# Zexmenia monocephala
Zexmenia monocephala là một loài thực vật có hoa trong họ Cúc. Loài này được (DC.) Heynh. miêu tả khoa học đầu tiên năm 1846.